# Patrick Scheuß
Patrick Scheuß (* 7. Dezember 1972 in Hilden) ist ein deutscher Jurist. Er ist seit dem 30. August 2021 Richter am Bundesgerichtshof.

## Leben und Wirken
Scheuß trat 2003 nach dem Abschluss seiner juristischen Ausbildung in den Justizdienst des Landes Nordrhein-Westfalen ein und war zunächst bei dem Landgericht Wuppertal und dem Amtsgericht Mettmann tätig. 2006 erfolgte seine Ernennung zum Richter am Landgericht Wuppertal. Von September 2013 bis Mai 2014 war Scheuß an das Oberlandesgericht Düsseldorf abgeordnet. 2015 wurde er dort zum Richter am Oberlandesgericht ernannt. Von Juli 2017 bis Juli 2020 war er als wissenschaftlicher Mitarbeiter an den Bundesgerichtshof abgeordnet. Scheuß ist promoviert.
Das Präsidium des Bundesgerichtshofs wies Scheuß dem vornehmlich für die Revisionen in Strafsachen aus den Bezirken der Oberlandesgerichte Hamm und Zweibrücken sowie die Revisionen in Verkehrsstrafsachen zuständigen 4. Strafsenat zu.